# Heiko Salzwedel

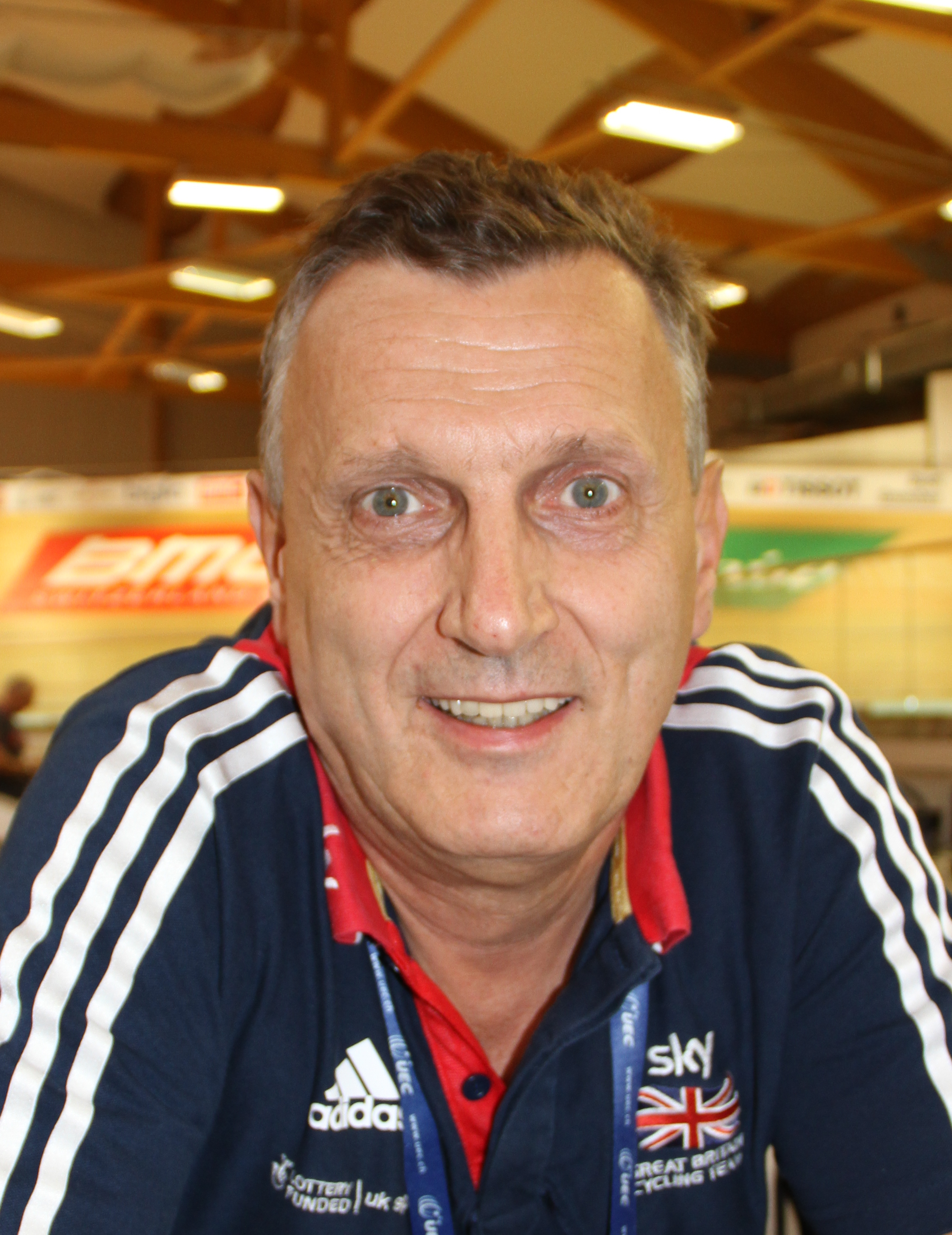
Heiko Salzwedel (2015)

Heiko Salzwedel (* 16. April 1957 in Schmalkalden, Bezirk Suhl, DDR; † 29. September 2021 in Berlin) war ein deutscher Radsporttrainer und Radsportler. Er galt als einer der „erfolgreichsten Radsporttrainer der Welt“.

## Biographie

### Aktive Laufbahn
In seiner Jugend war Heiko Salzwedel selbst Rennfahrer des SC Cottbus; so wurde er viermal DDR-Jugend- sowie Juniorenmeister, einmal im Zweier-Mannschaftsfahren mit Volker Winkler. 1977 wurde er Zehnter bei der DDR-Rundfahrt.

### Trainerkarriere im In- und Ausland
Nach Abschluss seiner aktiven Radsport-Laufbahn machte Salzwedel eine Ausbildung zum Diplom-Sportwissenschaftler an der Deutschen Hochschule für Körperkultur (DHfK) in Leipzig. Dort erlangte er 1980 seinen Diplom-Abschluss; das Thema seiner Diplomarbeit lautete „Die Motivation als ein leistungsbestimmender Faktor der Leistungsfähigkeit im Hochleistungsbereich Straßenradsport“.
1989 führte Heiko Salzwedel den DDR-Bahn-Vierer in der Besetzung Steffen Blochwitz, Carsten Wolf, Thomas Liese und Guido Fulst zur Weltmeisterschaft. Nach der Wende arbeitete er von 1990 bis 1998 als Cheftrainer für Straßenradsport und MTB am Australian Institute of Sport (AIS) in Canberra und trainierte Fahrer wie Matthew White, Henk Vogels, Cadel Evans, Kathy Watt, Robbie McEwen und Patrick Jonker. Ein knappes Jahr war er Referent für den Leistungssport beim Bund Deutscher Radfahrer, danach für den britischen Sportverband (UK Sport) tätig. Von 2001 bis 2003 war Salzwedel Manager des britischen Radsportverbandes British Cycling (BC). Anschließend war er für die Equipe Nürnberger und für das „T-Mobile Development Programme“ tätig. Über seine Agentur SL-Sports betreute er Sportverbände (z. B. die Union Cycliste Internationale (UCI), Swiss Triathlon, Kanadischer Eisschnelllaufverband) und Rennfahrer wie McEwen, Ronny Scholz und Grischa Niermann sowie den Triathleten Jan van Berkel.
Von 2005 bis 2008 war Salzwedel dänischer Nationaltrainer; unter seiner Ägide wurde die dänische Radsportlerin Mie Bekker Lacota bei den Bahn-Weltmeisterschaften 2007 in Palma Vize-Weltmeisterin im Punktefahren. Der dänische Vierer (Casper Jørgensen, Jens-Erik Madsen, Michael Mørkøv und Alex Rasmussen) gewann die Bronzemedaille; das war für den dänischen Verband die erste WM-Medaille in der Mannschaftsverfolgung nach 14 Jahren. Übertrumpft wurde dieser Erfolg noch von dem Gewinn der Silbermedaille bei den Olympischen Spielen 2008 in Peking mit dem Vierer. Bei der Bahn-WM 2008 in Manchester konnten die von Salzwedel trainierten dänischen Sportler Silbermedaillen im Vierer und im Punktefahren der Frauen (Trine Schmidt), sowie eine Bronzemedaille im Zweiermannschaftsfahren (Michael Mørkøv und Alex Rasmussen) gewinnen.
Im Jahr 2009 war Heiko Salzwedel wieder für den britischen Radsportverband als Performance Manager tätig. 2010 wurde er Cheftrainer des russischen National-Bahnteams und ab der Saison 2011/2012 General-Manager von RusVelo, einem Projekt, das ein UCI Track Team und seit der Straßenradsportsaison 2012 auch zwei Straßenradsportteams – ein Professional Continental Team und ein UCI Women’s Team – unterhält. Im Oktober 2012 wurde bekannt, dass Salzwedel nur noch als Trainer des Teams arbeitete und die Funktion des Managers abgegeben hatte. Im Jahre 2014 trainierte er die U-23-Straßennationalmannschaft der Schweiz und wechselte im November 2014 erneut (zum dritten Mal) zu British Cycling, um die britischen Ausdauer-Bahnfahrer auf die Olympischen Spiele 2016 in Rio de Janeiro vorzubereiten. Er folgte auf diesem Posten Shane Sutton, der seinerseits Technischer Direktor von BC wurde, nachdem dessen Vorgänger David Brailsford sich auf das Team Sky konzentriert hatte. Als seine Assistenten waren die früheren Rennfahrer Paul Manning und Chris Newton tätig.
Im Februar 2016 berichtete Bradley Wiggins in einem Interview mit der englischen Zeitung The Telegraph, seine Rückkehr in das britische Bahn-Team sei entscheidend auf die Verpflichtung von Salzwedel als britischem Nationaltrainer für die Ausdauerdisziplinen zurückzuführen: „Heiko ist wie Louis van Gaal oder einer dieser anderen erfahrenen europäischen Manager. Er hat seine Philosophie, und er hält sich daran.“ Das von Salzwedel trainierte britische Team wurde 2016 Olympiasieger in der Mannschaftsverfolgung der Männer und stellte dabei mit 3:50,265 Minuten einen neuen Weltrekord auf.
Anfang Oktober 2017 wurde Heiko Salzwedel überraschend von British Cycling als Trainer entlassen. Über die Gründe wurde spekuliert: Zum einen wurde ein „Aufstand der Fahrer“ vermutet, zum anderen der Wunsch des neuen Leistungssportdirektors Stephen Park, die Posten im Verband mit „neuen Gesichtern“ zu besetzen, nachdem es in der vergangenen Zeit zu einigen Skandalen gekommen war. Anfang Januar 2018 gab British Cycling bekannt, dass die Trennung von Salzwedel nun offiziell sei. Noch im selben Monat nahm er die Tätigkeit als Ausdauertrainer am Olympiastützpunkt Brandenburg und damit des LKT Team Brandenburg auf.
Im August 2021 erlitt Heiko Salzwedel eine Lungenembolie, an deren Folgen er am 29. September 2021 im Alter von 64 Jahren in einem Berliner Krankenhaus starb.
Salzwedel war zweimal verheiratet. Aus der ersten Ehe ging ein Sohn, aus der zweiten Ehe gingen zwei Söhne hervor.